# ストレイト・ストーリー
『ストレイト・ストーリー』（The Straight Story）は、デヴィッド・リンチ監督のロードムービー。
アイオワ州ローレンスに住む老人が、時速8kmの芝刈り機に乗ってウィスコンシン州に住む病気で倒れた兄に会いに行くまでの物語である。1994年に「ニューヨーク・タイムズ」に掲載された実話を基にしている。

## ストーリー
アルヴィン・ストレイトは娘のローズと暮らす73歳の老人。彼は不摂生のためか腰が悪く、家で倒れても人の力を借りなければ立ち上がることもままならない。
ある日、10年前からの不和が原因でずっと会っていなかった兄が倒れたという知らせが届く。兄が住む家までの距離は350マイル（約560km)。アルヴィンは芝刈り機に乗り一人で無謀とも言える旅に出た。
芝刈り機の故障など、道中で様々な困難にあう。旅で出会う人々は彼を奇妙に思いながらも、ある者は助けを惜しまず、ある者は示唆に満ちたその老人の言葉を得る。

## キャスト
※括弧内は日本語吹替
- アルヴィン・ストレイト - リチャード・ファーンズワース（内田稔）
- ローズ・ストレイト - シシー・スペイセク（藤生聖子）
- ライル・ストレイト - ハリー・ディーン・スタントン（石森達幸）
- トム - エヴェレット・マッギル（仲木隆司）
- ドロシー - ジェーン・ギャロウェイ・ハイツ

## 賞
- インディペンデント・スピリット賞 主演男優賞 受賞 - リチャード・ファーンズワース (1999)
- ニューヨーク映画批評家協会賞 主演男優賞 受賞 - リチャード・ファーンズワース (1999)
- アカデミー主演男優賞 ノミネート - リチャード・ファーンズワース (1999)
- ゴールデングローブ賞 映画部門 主演男優賞 (ドラマ部門) ノミネート - リチャード・ファーンズワース (1999)
- カンヌ国際映画祭 パルム・ドール ノミネート - デヴィッド・リンチ (1999)

## 実話の映画化
- 1994年8月25日付けのニューヨーク・タイムズに掲載されたアルヴィン・ストレイトなる男性の実話をもとに映画化されたものである。
- 脚本のメアリー・スウィーニーは事実を忠実に再現するため、アルヴィンが実際に辿った行程を訪れて脚本を書き上げた。
- 一躍有名人となったモデルのアルヴィンは、「レイトショー」や「トゥナイト」という有名番組から出演依頼が舞い込むが、彼は自分は注目されるような人間ではないと、そのオファーを全て断った[1]。

## 備考
- 主演のリチャード・ファーンズワースは公開翌年の2000年に死亡している。スティーブ・マックイーン（『トム・ホーン』、1979）やロバート・レッドフォード（『ナチュラル』、1984）といったスターが競演を望んだこの名優の死因はガンの苦痛に耐えかねての自殺であった。
- 村上龍が絵本化している（絵ははまのゆかが担当）。